# Nottingham Open 2000
Il Nottingham Open 2000 è stato un torneo di tennis giocato sull'erba. 
È stata la 7ª edizione del Nottingham Open, 
che fa parte della categoria International Series nell'ambito dell'ATP Tour 2000.
Si è giocato al Nottingham Tennis Centre di Nottingham in Inghilterra, dal 19 al 26 giugno 2000.

## Campioni

### Singolare
Sébastien Grosjean ha battuto in finale  Byron Black con il punteggio di 7–6(7), 6–3

### Doppio
Donald Johnson /  Piet Norval hanno battuto in finale  Ellis Ferreira /  Rick Leach con il punteggio di 1–6, 6–4, 6–3